# Anton Vorobjov
Anton Gennadjevitsj Vorobjov (Russisch: Антон Геннадьевич Воробьёв; Dmitrov, 12 oktober 1990) is een Russisch wielrenner.
In 2011 werd Vorobjov Russisch kampioen tijdrijden bij de beloften. In 2012 deed hij dit nogmaals, waarna hij ook de wegtitel bemachtigde. Bovendien werd hij wereldkampioen tijdrijden bij de beloften in Valkenburg. In 2014 werd hij Russisch kampioen tijdrijden bij de elite.

## Palmares

### Overwinningen
2011
  Russisch kampioen tijdrijden, Beloften
Memorial Davide Fardelli
2012
  Russisch kampioen tijdrijden, Beloften
  Russisch kampioen op de weg, Beloften
 Wereldkampioen tijdrijden, Beloften
2013
1e etappe deel B Internationale Wielerweek (ploegentijdrit)
2014
 Russisch kampioen tijdrijden, Elite
2015
Proloog Driedaagse van West-Vlaanderen
2016
2e etappe deel B en 3e etappe Ronde van de Sarthe
Punten- en bergklassement Ronde van de Sarthe
2018
Proloog Vijf ringen van Moskou

### Resultaten in voornaamste wedstrijden
| Jaar | Ronde van Italië | Ronde van Frankrijk | Ronde van Spanje |
| ---- | ---------------- | ------------------- | ---------------- |
| 2013 |                  |                     |                  |
| 2014 |                  |                     |                  |
| 2015 | opgave           |                     |                  |
| 2016 | 100e             |                     |                  |
| 2017 |                  |                     |                  |

| Jaar | Le Samyn | Ronde van Almaty |  | WK op de weg |  | Wereldranglijsten |
| ---- | -------- | ---------------- |  | ------------ |  | ----------------- |
| 2013 | 86e      |                  |  |              |  |                   |
| 2014 | 110e     | 72e              |  |              |  |                   |
| 2015 | 24e      |                  |  |              |  |                   |
| 2016 | opgave   |                  |  | opgave       |  | 233e (UWT)        |
| 2017 |          |                  |  |              |  |                   |

### Resultaten in kleinere rondes
| Jaar | Ronde van Catalonië | Ronde van Romandië | Critérium du Dauphiné | Ronde van Polen | Eneco Tour | Ronde van Peking |
| ---- | ------------------- | ------------------ | --------------------- | --------------- | ---------- | ---------------- |
| 2013 |                     |                    |                       |                 |            |                  |
| 2014 |                     |                    | buiten tijd           | 115e            |            | 127e             |
| 2015 | opgave              | 113e               |                       | opgave          |            |                  |
| 2016 | opgave              | 85e                |                       | opgave          | opgave     |                  |

## Ploegen
- 2010 –  Itera-Katjoesja (stagiair vanaf 1-8)
- 2011 –  Itera-Katjoesja
- 2012 –  Itera-Katjoesja
- 2012 –  Katjoesja Team (stagiair vanaf 1-8)
- 2013 –  Katjoesja
- 2014 –  Team Katjoesja
- 2015 –  Team Katjoesja
- 2016 –  Team Katjoesja
- 2017 –  Gazprom-RusVelo

Belkov · 
Broett · 
Caruso ·
Florencio ·
Freire ·
Galimzjanov (tot 15/04) ·
Goesev ·
Haller ·
Horrach · 
Ignatenko · 
Ignatjev · 
Isajtsjev ·
Koetsjynski ·
Kolobnev ·
Kristoff ·
Kritski ·
Losada · 
Mensjov ·
Moreno ·   
Paolini · 
Porsev ·  
Rodríguez · 
Selig ·
Smukulis · 
Špilak · 
Tsatevitsj · 
Trofimov ·
Vantomme ·
Vicioso · 
Vorganov ·
Koeznetsov (stagiair) ·
Vorobjov (stagiair) ·
Zakarin (stagiair)
Belkov · 
Broett · 
Caruso ·
Florencio ·
Goesev ·
Haller · 
Ignatenko · 
Ignatjev · 
Isajtsjev ·
Koetsjynski ·
Koeznetsov ·
Kolobnev ·
Kozontsjoek ·
Kristoff ·
Kritski ·
Losada · 
Mensjov (tot 19/05) ·
Moreno ·   
Paolini · 
Porsev ·  
Rodríguez · 
Selig ·
Smukulis · 
Špilak · 
Tsatevitsj · 
Tsjernetski ·
Trofimov ·
Vicioso · 
Vorganov ·
Vorobjov ·
Antonov (stagiair) ·
Razoemov (stagiair) ·
Nikolajev (stagiair) 
Belkov · Broett · Caruso · Goesev · Haller · Ignatenko · Ignatjev · Isajtsjev · Koetsjynski · Koeznetsov · Kolobnev · Kotsjetkov · Kozontsjoek · Kristoff · Losada · Moreno · Paolini · Porsev · Rodríguez · Rybakov · Selig · Silin · Smukulis ·  Špilak · Trofimov · Tsatevitsj · Tsjernetski · Vicioso · Vorganov · Vorobjov · Bystrøm (stagiair)
Belkov · Bystrøm · Caruso · Guarnieri · Haller · Isajtsjev · Koeznetsov · Kolobnev · Kotsjetkov · Kozontsjoek · Kristoff · Lagoetin · Losada · Machado · Moreno · Paolini · Porsev · Rodríguez · Selig · Silin · Smukulis ·  Špilak · Trofimov · Tsatevitsj · Tsjernetski · Vicioso · Vorganov · Vorobjov · Zakarin · Politt (stagiair) · Restrepo (stagiair)
Belkov · Bystrøm · Guarnieri · Haller · Isajtsjev · Koeznetsov · Kotsjetkov · Kozontsjoek · Kristoff · Lagoetin · Losada · Machado · Mamykin · Mørkøv · Politt · Porsev · Restrepo · Rodríguez · Silin · Špilak · Taaramäe · Tsatevitsj · Tsjernetski · Van den Broeck · Vicioso · Vorganov · Vorobjov · Zakarin · Maes (stagiair)
Arslanov · Bojev · Broett · Firsanov · Foliforov · Jersjov · Kozontsjoek · Lagoetin · Majkin · Nikolajev · Nytsj · Ovetsjkin · Porsev · Rovny · Rybalkin · Savitski · Sjaloenov · Solomennikov · Svesjnikov · Troesov · Vorobjov · Zakarin · Kobernjak (stagiair) · Koerjanov (stagiair) · Tsjerkasov (stagiair)